# Zenok (imię)
Zenok' (deseret 𐐞𐐀𐐤𐐊𐐗) – imię męskie występujące w wyznaniach należących do ruchu świętych w dniach ostatnich (mormonów).

## Pochodzenie
Pochodzi z Księgi Mormona, jednego z pism świętych przynależnych do kanonu tej tradycji religijnej. Miał je nosić jeden ze starotestamentalnych proroków, który wspominany jest jedynie wszakże w mormońskiej świętej księdze.

## Występowanie i popularność
Wśród świętych w dniach ostatnich jest dość rzadko wybieranym imieniem. Może to wynikać z jego sporadycznej obecności w Księdze Mormona, a co za tym idzie z nieznacznego jedynie zakorzenienia w materiałach publikowanych przez Kościół. Wierni nie zawsze identyfikują je jako imię wywiedzione z pism świętych, nawet jeżeli są dobrze zaznajomieni z fundacyjnym tekstem mormonizmu. Inne imiona, takie jak Nefi, Moroni, Alma czy Ammon, pojawiają się w podręcznikach, przemówieniach czy prasie kościelnej znacznie częściej. Rodzeństwo wspomnianego w badaniach chłopca również nosiło imiona pochodzące z Księgi Mormona.
Jako imię specyficznie mormońskie znalazło odbicie w kulturze Kościoła, z którego wierzeń wyrosło. Artykuł na łamach pisma „Friend” z maja 1994 wskazuje choćby, że imię zaczerpnięte z Księgi Mormona może być powodem do dumy oraz wywierać pozytywny wpływ na życie duchowe noszącego je człowieka. Podobną tematykę porusza numer tego samego pisma z lutego 1995.
Międzynarodowa ekspansja mormonizmu przyczyniła się do pojawienia się imienia Zenok również poza granicami Stanów Zjednoczonych. Występuje chociażby wśród nowozelandzkich Maorysów (w zapisie Henoka).